# Roè Volciano
Roè Volciano (Roè Ursà in dialetto bresciano) è un comune italiano di 4 335 abitanti della provincia di Brescia in Lombardia.

## Geografia fisica

### Territorio
È uno dei primi paesi della Valle Sabbia e appartiene alla omonima comunità montana.

## Storia

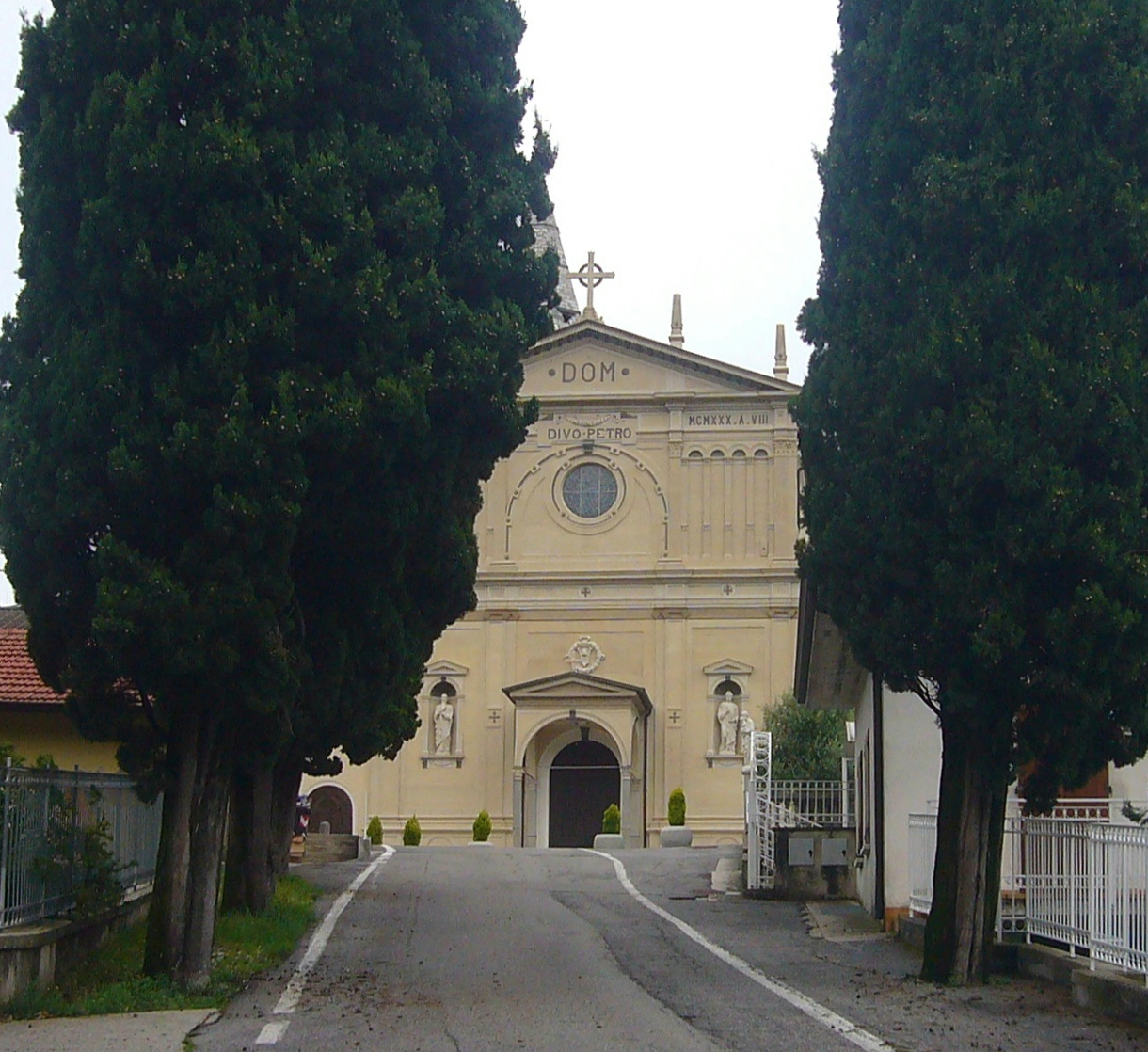
La chiesa parrocchiale di Roè

Il comune di Roè Volciano ha assunto l'attuale denominazione con regio decreto 27 luglio 1928, n. 1930, perché in precedenza era noto con il nome di Volciano. La decisione fu assunta dal Podestà locale per riconoscere la maggior importanza riconosciuta alla località Roè, sede del cotonificio Hefti, aperto nel 1884 e chiuso nel secondo dopoguerra.
Da Volciano dipendevano altri centri (Gazzane, Liano) rivolti verso la riviera gardesana, nel quadro di un'economia prevalentemente agricola.

### Simboli
sinistra un grappolo d'uva pure d'argento; nel 2° di rosso, ad un monte uscente dalla punta sostenente un’aquila d'oro, dal volo abbassato, nell'angolo superiore due rami d'ulivo di verde, decussati, fruttati d'argento. Sotto lo scudo su lista bifida svolazzante d'azzurro, il motto in lettere d'oro Gens Volusia.»
(D.P.R. del 25 febbraio 1970)
Il leone ricorda il periodo della Repubblica Veneta; la chiave è attributo di san Pietro, patrono dei Benedettini, che costruirono nell'XI secolo il monastero di San Pietro sul monte Orsini di Serle e dal quale dominarono per lungo tempo sul territorio; il grappolo d'uva e i rami di olivo indicano l'abbondanza di viti e di ulivi sui colli di Volciano. L'aquila testimonia le origini romane del paese allora denominato Vicus Volusianus. L'aquila sovrasta la  cima di un colle, denominato colle d'Eliano, da cui ha origine il nome della frazione di Liano. L'iscrizione Gens Volusia indica la gente che abitava nel vicus.

## Monumenti e luoghi d'interesse
- Chiesa di San Pietro in Vinculis a Roè
- Chiesa dell′Ascensione di Nostro Signore Gesù Cristo a Volciano
- Chiesa di San Rocco a Liano
- Chiesa della Santissima Trinità a Trobiolo

## Società

### Evoluzione demografica
Abitanti censiti

## Infrastrutture e trasporti

### Strade
Il territorio comunale è attraversato dalla strada statale 45 bis Gardesana Occidentale che, nei pressi di Volciano, conclude il nuovo tracciato aperto alla fine degli anni Novanta.
Presso la località Tormini si congiungono la strada provinciale 116, proveniente da Virle Treponti, la IV, diretta a Barghe, e la V, diretta a Cunettone.

### Ferrovie e tranvie

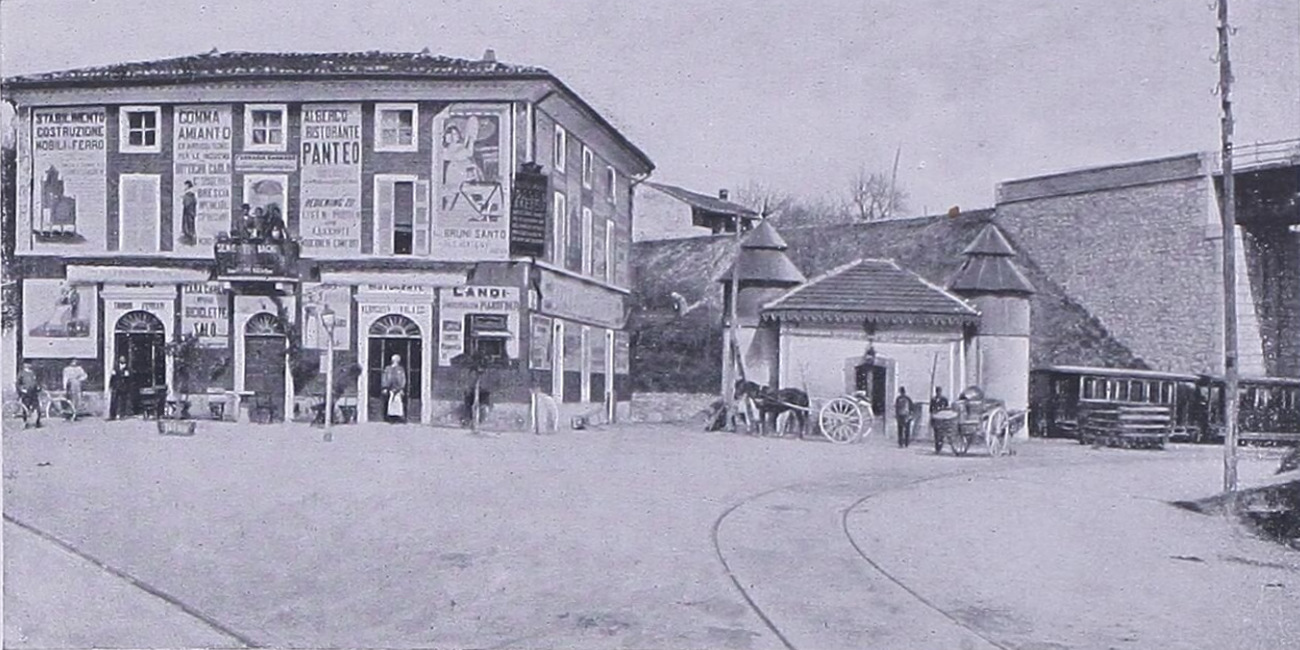
La stazione tranviaria di Tormini nel 1903

Dal 1887 fino al 1931, la strada provinciale Brescia-Salò, poi strada statale Gardesana Occidentale, fu sede promiscua della tranvia Brescia-Gargnano, mentre a Tormini era presente una stazione tranviaria dalla quale si diramava la linea per Vestone e Idro, attiva dal 1881 al 1932.
Tra il 1897 e il 1968, il territorio comunale fu attraversato anche dalla ferrovia Rezzato-Vobarno ed erano presenti tre impianti:
- la stazione di Tormini Stazione, utilizzata come scalo merci;
- la fermata di Tormini Chalet, posta nei pressi della stazione tranviaria dove la linea ferroviaria scavalcava la tranvia per Salò;
- la fermata di Roè-Volciano, posta nei pressi dello stabilimento Hefti.

Tra il 1931 e il 1954, il servizio tranviario Brescia-Salò fu trasferito sul tratto ferroviario Treponti-Tormini; proprio presso Tormini Stazione, esso riprendeva la linea originaria e lo scalo ferroviario divenne capolinea del servizio tranviario diretto a Vestone. L'anno seguente, anche la tranvia Tormini-Vestone fu soppressa e il servizio tranviario fu parzialmente trasferito sulla linea ferroviaria fino a Vobarno. Nel 1935 anche quest'ultimo servizio fu soppresso.

### Mobilità extraurbana
Il territorio comunale è servito dall'autolinea S202 Brescia-Tormini-Gargnano-Vestone gestita da Arriva Italia.

## Amministrazione
| Periodo | Periodo  | Primo cittadino      | Partito                                  | Carica  | Note |
| ------- | -------- | -------------------- | ---------------------------------------- | ------- | ---- |
| 1946    | 1956     | Primo Vezzuli        | PCI - PSI                                | Sindaco |      |
| 1956    | 1960     | Romolo Bentivoglio   | PCI - PSI                                | Sindaco |      |
| 1960    | 1975     | Ruggero Carlucci     | DC                                       | Sindaco |      |
| 1975    | 1985     | Enrico Ferrari       | PCI - PSI                                | Sindaco |      |
| 1985    | 1990     | Angelo Ferrari       | DC - PSI                                 | Sindaco |      |
| 1990    | 1995     | Michele Corsetti     | DC - PSI                                 | Sindaco |      |
| 1995    | 1999     | Giuliano Scarpellini | lista civica "Proposta per Roè Volciano" | Sindaco |      |
| 1999    | 2009     | Massimo Ronchi       | lista civica "Proposta per Roè Volciano" | Sindaco |      |
| 2009    | 2014     | Emanuele Ronchi      | lista civica "Proposta per Roè Volciano" | Sindaco |      |
| 2014    | 2019     | Maria Katia Vezzola  | lista civica "Proposta per Roè Volciano" | Sindaco |      |
| 2019    | in corso | Mario Apollonio      | lista civica "Futuro per Roè Volciano"   | Sindaco |      |